# Aziz Kocaoğlu

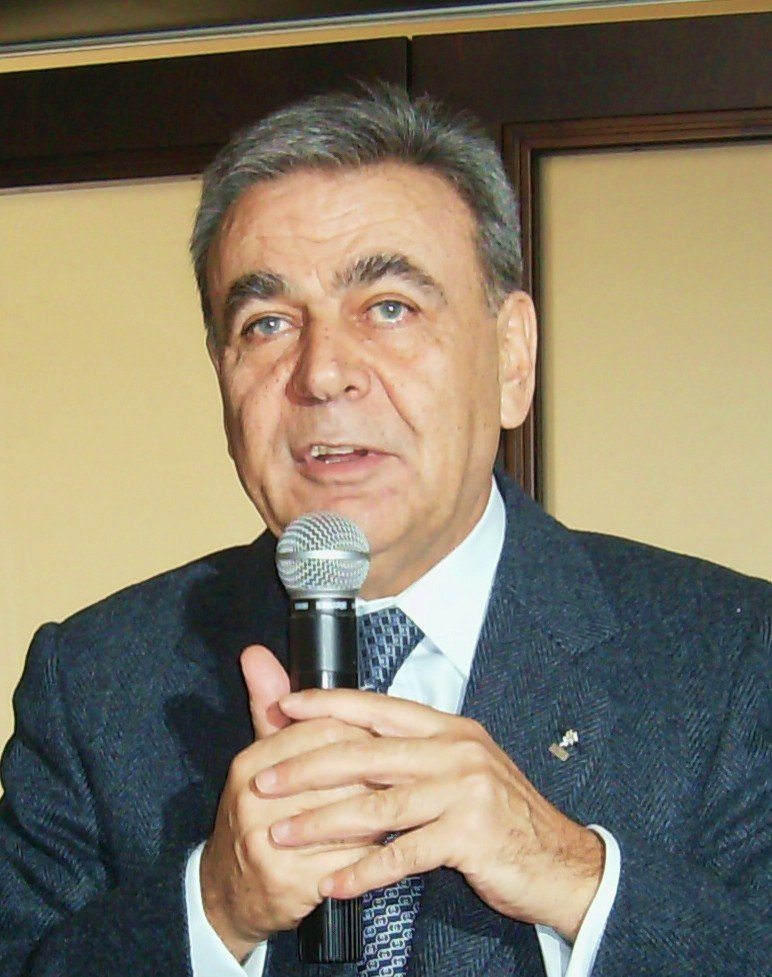
Aziz Kocaoğlu

Aziz Kocaoğlu (* 12. September 1948 in Erbaa bei Tokat, Türkei) ist ein türkischer Politiker (CHP) und war von 2004 bis 2019 Bürgermeister Izmirs, der drittgrößten Stadt der Türkei.

## Leben
Kocaoğlu studierte 1973 Volkswirtschaft an der Ägäis-Universität in Izmir. Ein Jahr später besuchte er die Universität Istanbul. Zwischen 1975 und 1978 arbeitete er als Buchhalter. 1979 eröffnete er ein eigenes Geschäft, in dem er Möbel und Keramik verkaufte. Gleichzeitig begann er sein parteipolitisches Engagement im Rahmen der Jugendorganisation der CHP.
Bei der Kommunalwahl am 28. März 2004 wurde er zum Bürgermeister des Stadtbezirks Bornova gewählt. Nach dem plötzlichen Tod von Ahmet Piriştina, dem Bürgermeister der Stadt, wurde Kocaoğlu dessen Nachfolger. In den Kommunalwahlen in der Türkei 2009 wurde er wieder zum Oberbürgermeister gewählt. Bei den Wahlen 2014 wurde er in seinem Amt bestätigt.
Zu den Wahlen 2019 trat Kocaoğlu nicht wieder an. Als Nachfolger wurde Tunç Soyer (ebenfalls von der CHP) gewählt.